# Gare de Noisy-le-Grand-Mont d'Est
Pour les articles homonymes, voir Gare de Noisy.
La gare de Noisy-le-Grand-Mont d'Est est une gare ferroviaire française de la ligne A du RER d'Île-de-France, située sur le territoire de la commune de Noisy-le-Grand, dans le département de la Seine-Saint-Denis, en région Île-de-France. Elle porte le nom d'un quartier de la commune.
Elle est mise en service en 1977 par la Régie autonome des transports parisiens (RATP). C'est une gare desservie par les trains de la ligne A du réseau express régional d'Île-de-France (RER).

## Situation ferroviaire
La gare de Noisy-le-Grand-Mont d'Est est située au point kilométrique (PK) 39,87 de la branche « Est » du RER A, entre les gares de Bry-sur-Marne et de Noisy - Champs.

## Histoire
La gare de Noisy-le-Grand-Mont d'Est fut ouverte le 9 décembre 1977 dans le but d'accompagner le développement de la ville nouvelle de Marne-la-Vallée, tout en desservant la commune de Noisy-le-Grand, qui fait partie du secteur 1 de la ville nouvelle, Porte de Paris, et le centre urbain régional (CUR), appelé le Mont d'Est. À cette époque, la gare fut le terminus de la branche A4, avant son prolongement jusqu'à Torcy, en 1980.
En 2011, 6 866 727 voyageurs sont entrés dans la gare. En 2010, la gare a accueilli jusqu'à 25 000 voyageurs par jour, par le bus ou les trains du RER. Sur la branche de Marne-la-Vallée - Chessy du RER A, elle est la plus fréquentée après celle du Val de Fontenay. Le nombre de voyageurs dans cette gare devrait augmenter en raison du développement, pas encore achevé, de la ville de Noisy-le-Grand, faisant partie du secteur 1 de la ville nouvelle de Marne-la-Vallée, Porte de Paris et avec l’arrivée projetée du prolongement du Trans-Val-de-Marne.
Selon la RATP, la fréquentation annuelle en 2021 est estimée à 5 477 236 voyageurs.

## Service des voyageurs

### Accueil

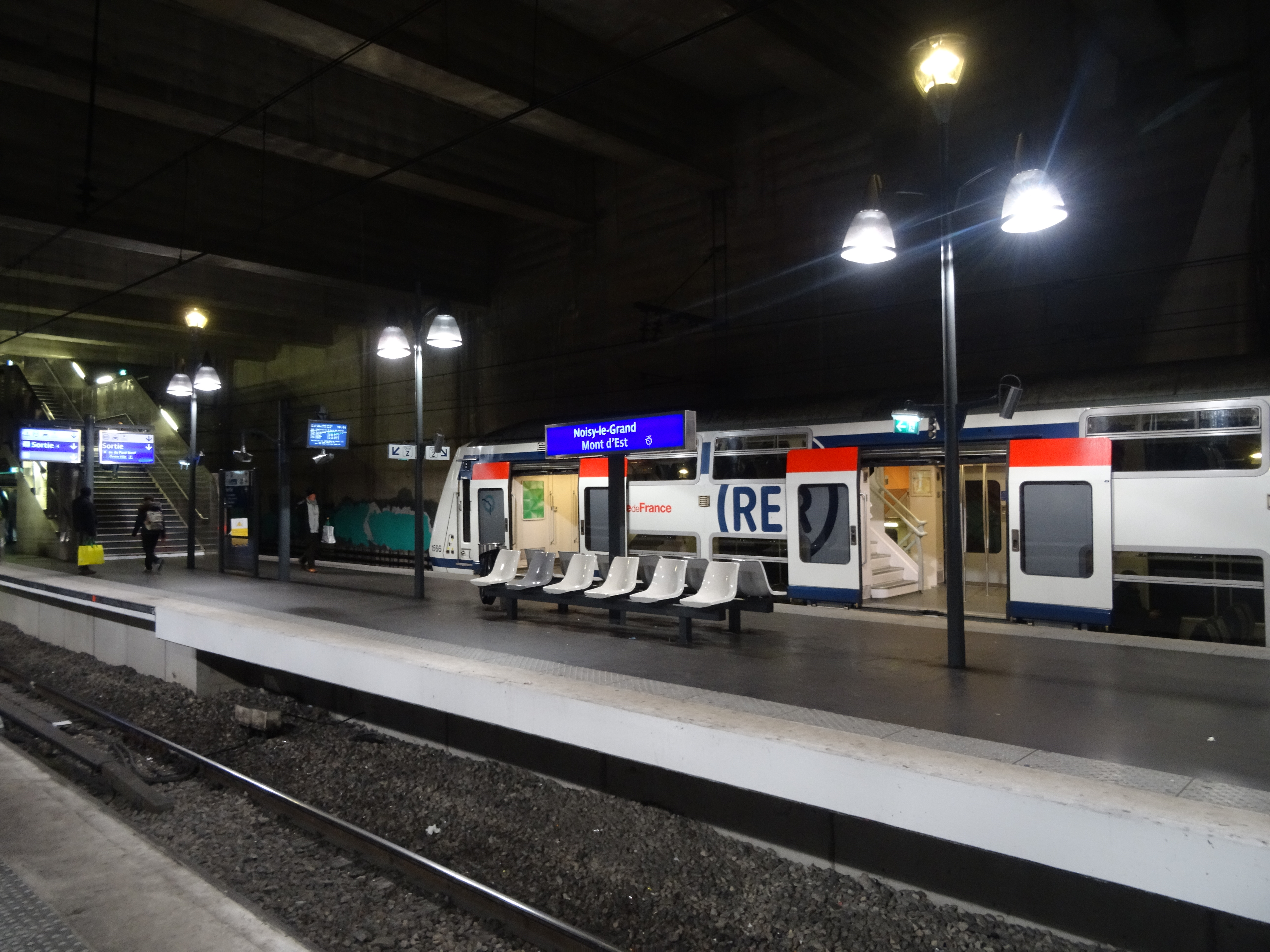
Quai de l’extension réalisé en 2013.

Les quais sont entièrement souterrains. À l'exception de leur extension, ils sont aménagés avec une décoration dans le style Andreu-Motte du métro parisien de couleur rouge, avec banquette recouverte de carrelage plat de cette couleur, ainsi que de sièges Motte blancs (rompant l'uniformité colorimétrique du style), et des bandeaux d'éclairage rouges. En revanche, l'extension des quais réalisée en 2013 à l'occasion de l'aménagement de la nouvelle gare routière, sont dépourvus de banquette et bandeau rouge : l'éclairage est assuré par des lampadaires et les sièges Motte, toujours blancs, sont simplement posés sur une structure métallique noire.
La gare est constituée de deux quais, encadrés par trois voies, avec une répartition du nord au sud se présentant de la façon suivante : 
- la voie 1, où circulent les trains en direction de Marne-la-Vallée - Chessy ;
- le quai desservi par les trains circulant en direction de Marne-la-Vallée - Chessy ;
- la voie Z ;
- le quai desservi par les trains circulant en direction de Paris et au-delà ;
- la voie 2, où circulent les trains en direction de Paris (et au-delà vers Cergy-le-Haut, Poissy et Saint-Germain-en-Laye).

En situation normale, les trains en provenance de Paris et au-delà et faisant terminus dans cette station peuvent arriver voie Z (cas habituel) ou voie 1 (si la voie Z est occupée par un autre train). De même, les trains ayant pour origine cette gare et à destination de Paris et au-delà, peuvent partir de la voie 2 ou de la voie Z. Une voie en « tiroir », située côté Chessy, et reliées à toutes les voies, permet d'effectuer un changement de voie pour les trains terminus/origine.

### Accès
La gare possède de quatre accès qui donnent directement sur la gare routière, le centre commercial, les parkings de ce centre ou encore sur l'esplanade de la commune de Paris :
- l'accès no 1 « Les Arcades - Centre Commercial » ;
- l'accès no 2 « Esplanade » ;
- l'accès no 3 « Bassin » ;
- l'accès no 4 « Avenue du Pavé-Neuf - Centre Ville ».

Accès à la gare
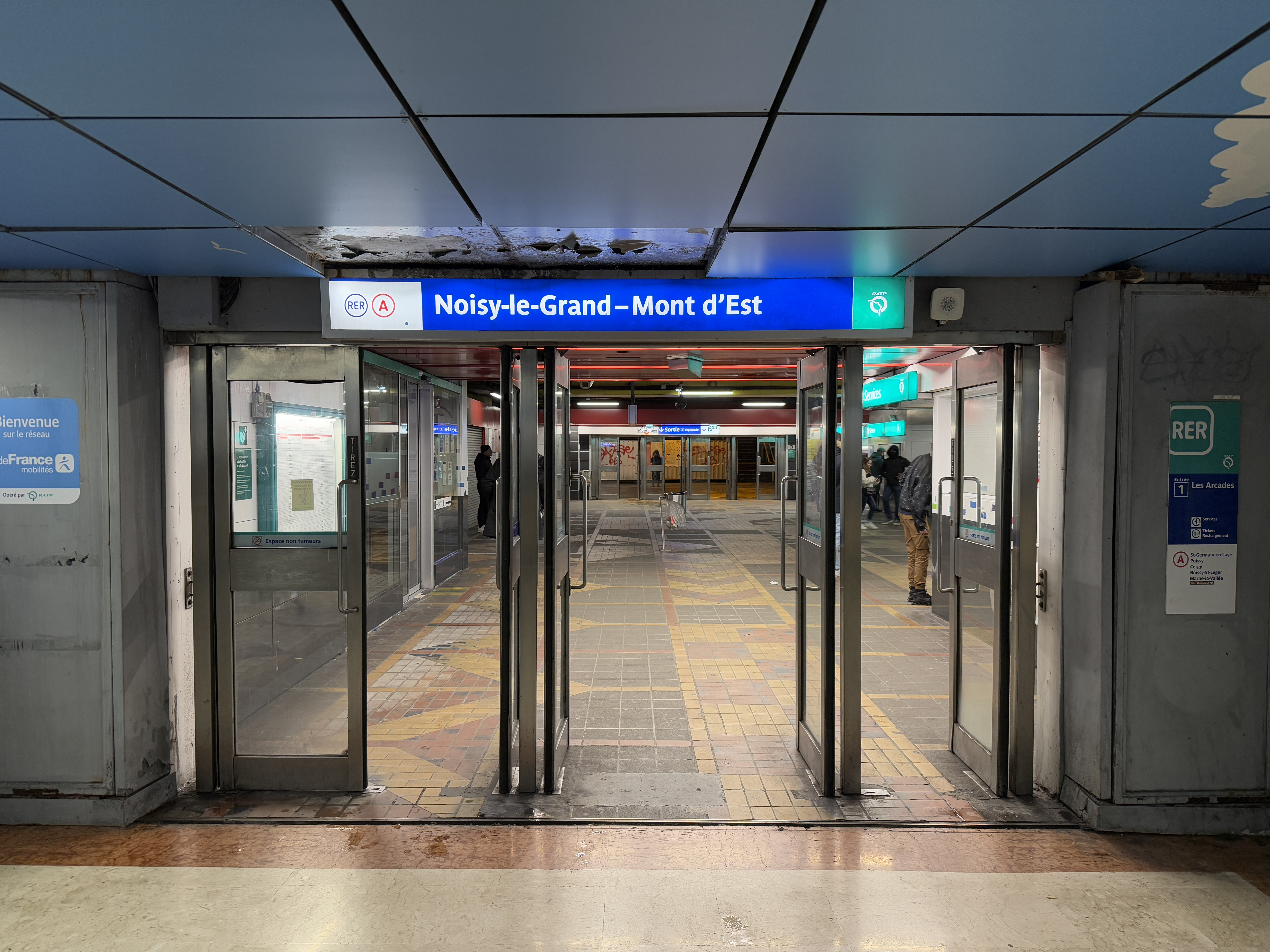
L'accès no 1 « Les Arcades ».
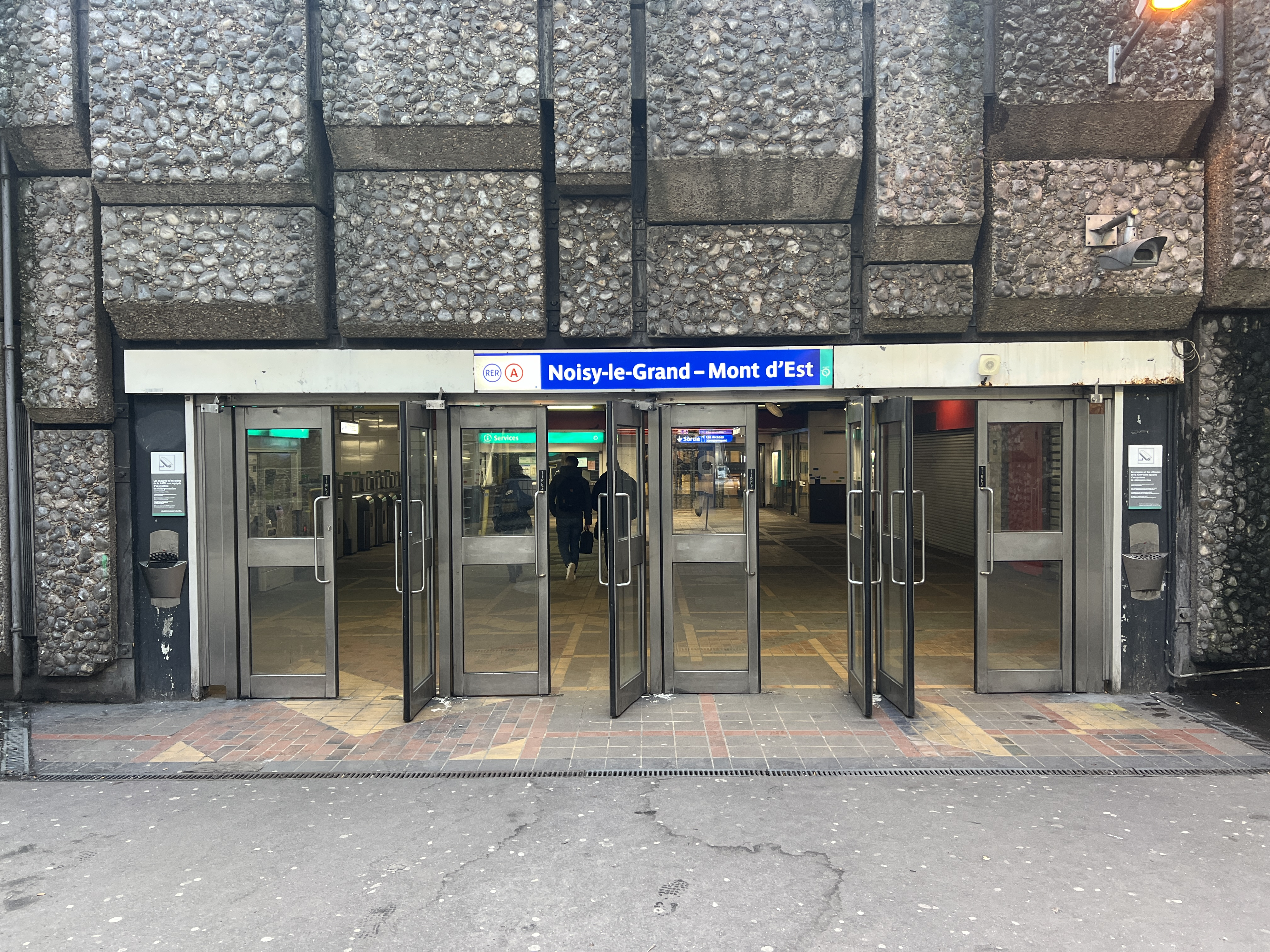
L'accès no 2 « Esplanade ».
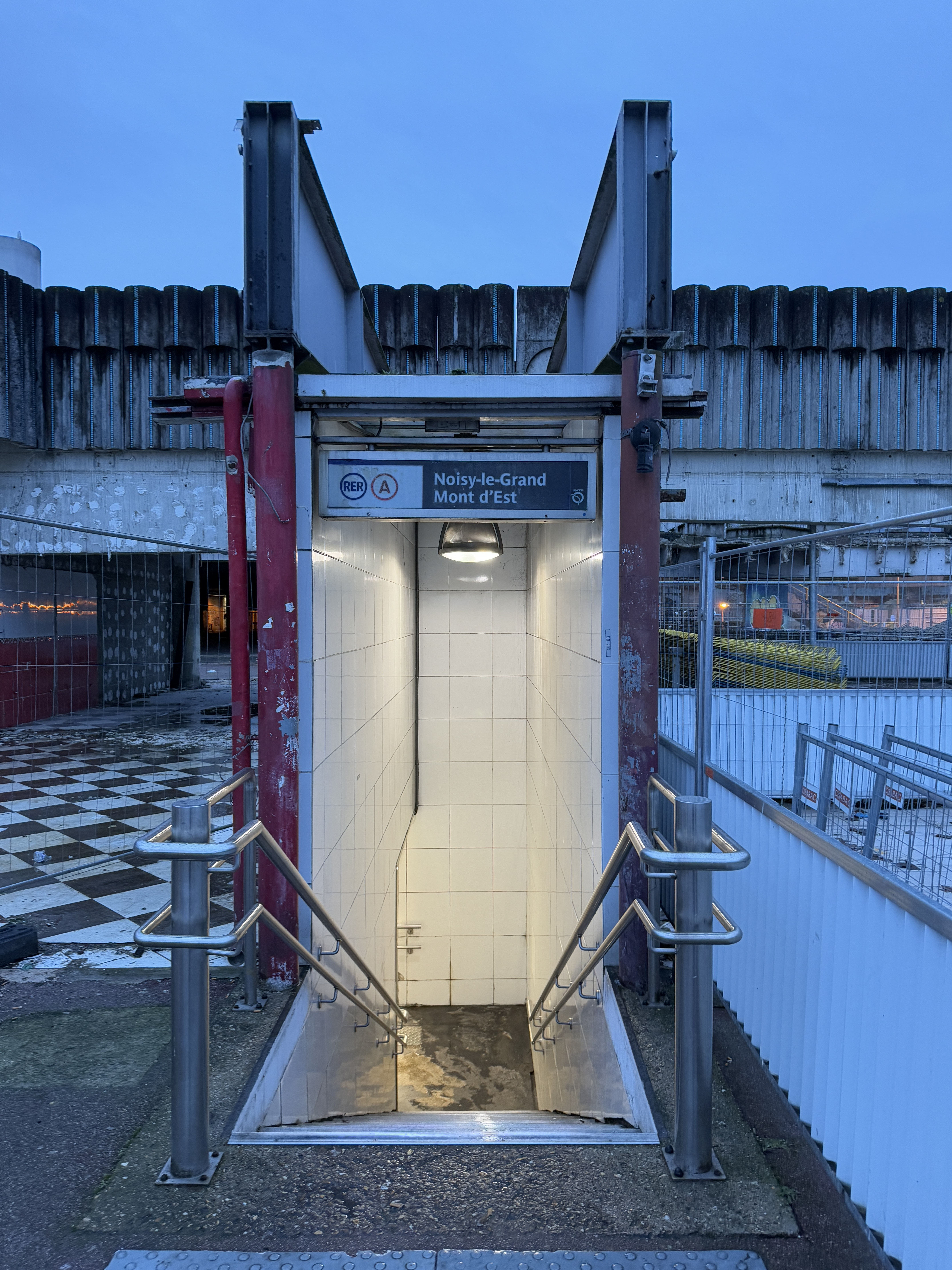
L'accès no 3 « Bassin ».
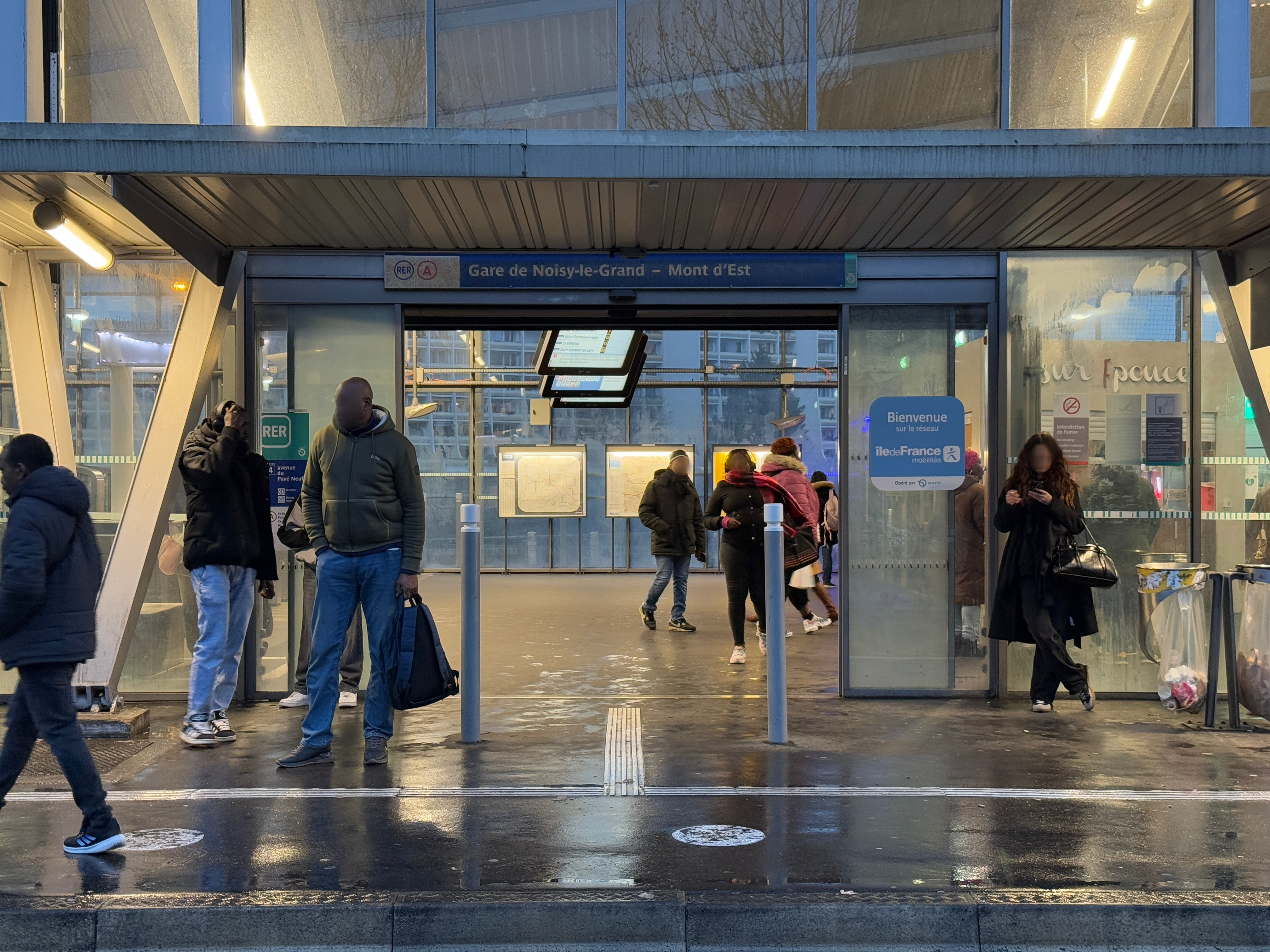
L'accès no 4 « Avenue du Pavé-Neuf ».

### Desserte
La gare est desservie par les trains de la ligne A du RER parcourant la branche A4 ayant pour terminus Marne-la-Vallée - Chessy. Certains trains effectuent leur terminus dans cette gare et d’autre en gare de Torcy.
En relation avec Paris, la gare est desservie dans chaque sens à raison de 9 trains par heure aux heures creuses du lundi au vendredi depuis le 16 décembre 2013, de 12 à 18 trains par heure aux heures de pointe, d'un train toutes les 10 minutes toute la journée du samedi et du dimanche et d'un train toutes les 15 minutes en soirée toute la semaine,,,.

### Intermodalité

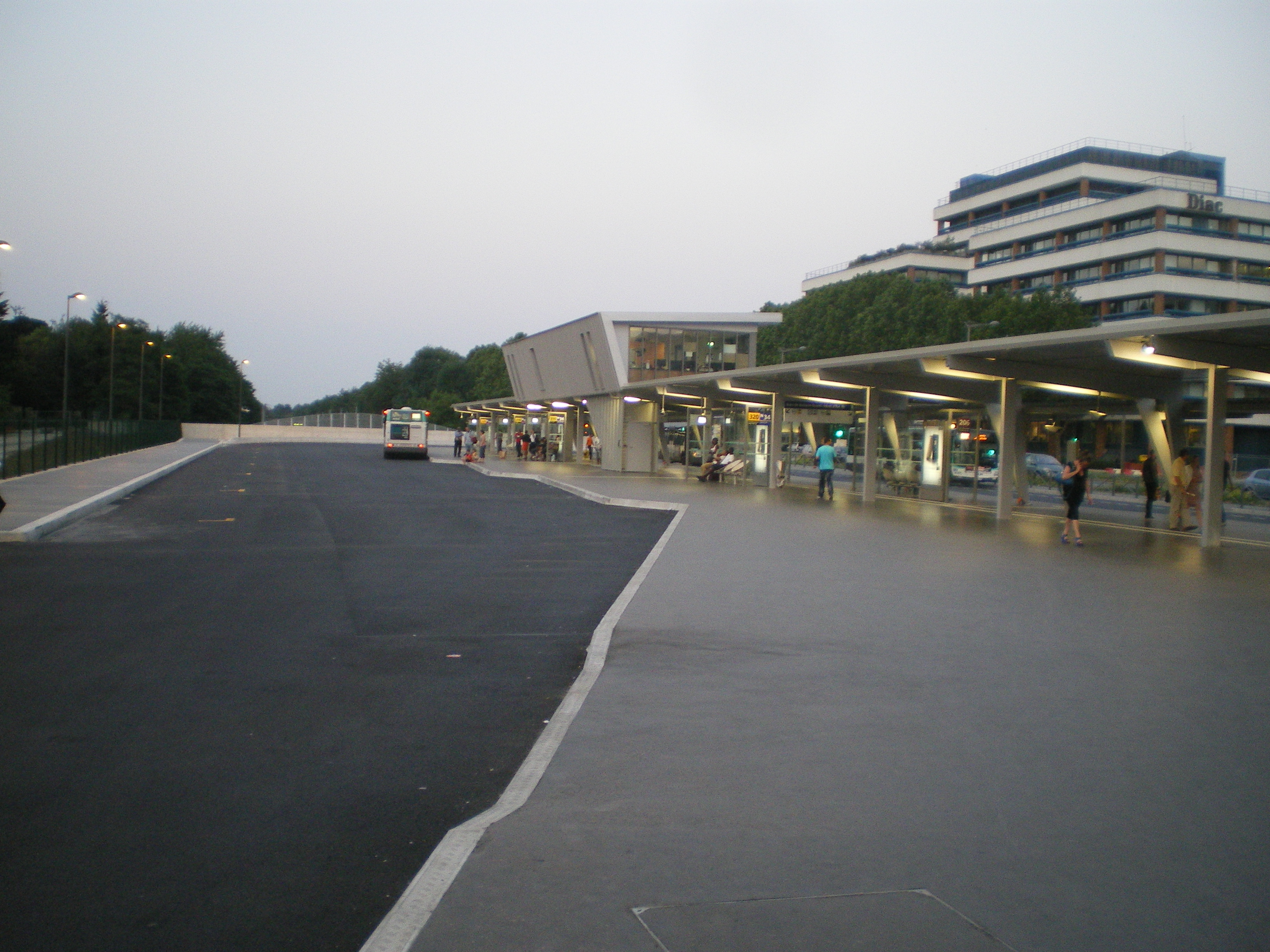
La nouvelle gare routière en 2013

La gare est desservie par les lignes 120, 206, 207, 303, 306, 310 et 320 du réseau de bus RATP et, la nuit, par les lignes N34 et N130 du réseau de bus Noctilien.
Ces bus sont en correspondance avec le RER grâce à une nouvelle gare routière inaugurée le 28 juin 2013. Cette nouvelle gare routière, envisagée en 2005 puis 2007 mais finalement lancé en 2008, devait être terminée pour mi-2011,. Elle se trouve sur une dalle nouvelle créée qui couvre les voies du RER A côté Marne-la-Vallée - Chessy. Elle a une possibilité de développement plus grande que l’ancienne gare routière souterraine car elle permet d'accueillir plus de 11 lignes de bus au lieu de 8 auparavant. La nouvelle gare routière devait permettre d'accueillir la ligne Est-Tvm finalement annulée en novembre 2024,,. Cette nouvelle gare routière a nécessité de créer un nouvel accès à la gare RER, permettant de gagner en accessibilité et de relier les quartiers de Noisy-le-Grand, ceux du Pavé Neuf et de Clos Saint-Vincent.

## Projets

### T11
L'avant-projet du Schéma directeur de la région Île-de-France (SDRIF) présenté par la région du même nom en novembre 2006, prévoit que la gare de Noisy-le-Grand-Mont d'Est doit aussi devenir le terminus de la future Tangentielle Nord, devenue T11. Cette ligne de train léger devrait relier en première phase, la gare d'Épinay-sur-Seine à celle du Bourget en juillet 2017, puis en deuxième phase, de la gare du Bourget à la gare de Noisy-le-Sec, en 2024. Puis en troisième phase de la gare du Bourget à celle de Sartrouville. Cette liaison aura pour but d'améliorer les déplacements de banlieue à banlieue. L'arrivée du T11 à Noisy-le-Grand-Mont d'Est est envisagée pour le long terme selon le SDRIF, c'est-à-dire l'horizon 2020-2030.

## Métro
La gare de Noisy-le-Grand-Mont d'Est abrite également une ligne de métro fantôme de système SK, construite par la RATP dans les années 1990, entièrement réalisée mais jamais ouverte car la zone de bureaux qu'elle devait relier à la gare du Mont d'Est n'a jamais été construite,.